# 百鬼夜行――陰
『百鬼夜行――陰』（ひゃっきやこう・いん）は、講談社から刊行されている京極夏彦著のホラー小説集。「百鬼夜行シリーズ」の「姑獲鳥の夏」から「塗仏の宴」の登場人物のサイドストーリー。タイトルは鳥山石燕の画集『画図百鬼夜行』から採られている。2011年にはシリーズ第2弾の『百鬼夜行――陽』が刊行された。

## 出版経緯
- 1999年（平成11年）7月、講談社ノベルスより刊行（ISBN 4-06-182080-X）
- 2004年（平成16年）9月、講談社文庫より刊行（ISBN 4-06-274852-5）
- 2012年（平成24年）3月、文藝春秋より刊行（ISBN 978-4-16-381240-3）
- 2015年（平成27年）1月、文春文庫より刊行（ISBN 978-4-16-790274-2）
- 2016年（平成28年）9月、講談社ノベルスより刊行（ISBN 978-4-06-299080-6）

## 各話概要

### 小袖の手 （こそでのて）
- 「魍魎の匣」と「絡新婦の理」のサイドストーリー（『小説現代』（講談社）1995年9月号 掲載）

登場人物
杉浦 隆夫（すぎうら たかお）
元小学校教師。生業なのだから已むを得ないと仕事を為すがままに熟すだけの職業教師で、理想を掲げることも義務を放棄することもなく、子供が好きと云う訳でもない。子供等とは善く遊び、厳格な管理者でもなかったため、大層人気のある教師だったが、巫山戯た子供達に頸を絞められ、自分の言葉が通じない恐怖に感情を爆発させてしまい、3人に軽い怪我を負わせて逃走。以来職務放棄して引き篭もり、夫婦生活も破綻して別居する。
子供にも大人にも恐怖心を抱いており、そのどちらでもない加菜子を気にかける中で、彼女が着物から出た女の白い手に首を絞められているのを目撃する。それから1箇月を経て加菜子と言葉を交わすようになる。
柚木 加菜子（ゆずき かなこ）
杉浦の隣家に暮らす13歳の女子中学生。年の離れた姉と叔父だと云う冴えない男の3人で生活しており、母は難病に罹って数年入院した後で病床で亡くなっており、父親のことは生死は疎か、顔も名前すらも知らない。生前の母親からは憎まれており、2歳の時に一度会って襟首を掴まれ「死ね」と吼えられた記憶があるのみで、生まれて間もない頃と死んだ後の計3回しか会ったことがない。
夜な夜な外出しては、深夜を過ぎてから帰宅する。母の着物を着た姉に頸を締められているのを杉浦に見られ、母の着物から出る手の主は母親だと語る。
杉浦 美江（すぎうら みえ）
杉浦の妻。突然学校に行けなくなった夫に代わって休職届けを提出し、怪我をさせた子供の家庭に速やかに謝罪して、非常識な行動への避難糾弾が最小限になるよう努めた。この上ない慈愛を以て優しく介抱し、献身的かつ力強く励ますが、杉浦が子供が怖いという想いを解って貰う努力を怠ったこともあって会話が擦れ違うようになっていき、いつまで経っても社会復帰が叶わない夫に苛立ち、半年を経て家を出て行った。
柚木 陽子（ゆずき ようこ）
加菜子の姉。亡くなった母親とは憎み合っており、入院している間は一度も見舞いに行かなかった。母のことは大嫌いだったが、母が遺した形見の着物は後生大事に持ち続け、未だに善く着ている。母の着物を着ると偶におかしくなって加菜子の頸を絞めてしまい、その度に泣いて謝るのだと云う。

### 文車妖妃 （ふぐるまようび）
- 「姑獲鳥の夏」のサイドストーリー（『小説現代』1996年1月号 掲載）

登場人物
久遠寺 涼子（くおんじ りょうこ）
久遠寺医院院長の長女。子供の頃は医者なしでは1日も生きられない程病弱で、学校には通えず家庭教師から学び、16歳の頃、昭和16年の春から秋にかけて危篤状態に陥り、子供を産めない躰になる。戦後は薬剤師の勉強をしたが、体力が追いつかず挫折している。良く似た容姿の妹と比べて自分を出来損ないの粗悪な模造品だと思っており、嫉妬や羨望を抱く。
幼い頃から10糎ばかりの小さな女を幻視している。
内藤 赳夫（ないよう たけお）
医師見習い。開戦の翌年から久遠寺家に住み込んでいる。久遠寺家の主筋の遠縁の家柄とされ、梗子の婿になる筈だったが、医師の国家試験に落第した隙に梗子は別の男と結婚してしまう。野卑で下品なので涼子から嫌われている。
久遠寺 梗子（くおんじ きょうこ）
久遠寺家の次女。姉と良く似た容姿だが、明朗快活を絵に描いたような健康体。昭和16年頃、見知らぬ若い男に付き纏われて結婚を迫られたため、行儀見習いの名目で知人宅に預けられる。
菅野 博行（すがの ひろゆき）
小児科医。死んだ魚のような濁った目の痩せぎすの男。涼子が7歳の時に亡くなった前任の主治医に代わって久遠寺医院にやって来た。

### 目目連 （もくもくれん）
- 「絡新婦の理」のサイドストーリー（『小説現代』1996年8月号 掲載）

登場人物
平野 祐吉（ひらの ゆうきち）
細かい金細工を生業とする飾り職人。妻が4年前に自殺して以来、後添えを貰わず信濃町の貸家で独りで暮らしている。南方戦線で地雷の炸裂で瀕死になった米兵を動揺して惨殺してしまったのを現地の子供に視られた経験が身傷になり、子供を作るのが恐ろしくなって性的不能者になる。
誰かに視られているという感覚に苛まれており、喜一には妻への疾しい想い、小坂には視線を受ける自分の問題だと告げられ、降旗には強迫神経症の一種で視線恐怖症だと診断される。
矢野 妙子（やの たえこ）
平野の住まいの大家の娘。19歳。性来の世話焼きで、1年程前に斜向かいの家を借りた男鰥の平野の世話を焼く。
平野 宮（ひらの みや）
平野の前妻。小田原の出身。開戦の前年に祝言を上げ、8年連れ添ったが、敗戦直後に誤った戦死広報が届けられたことで親切だった男と浮気をし、夫の復員後も密通を続けていた。自分の不義を見られていたことに気付き、1週間後に遺書も残さず鴨居で首を吊って自殺した。
川島 喜一（かわしま きいち）
平野の友人の印刷工。平野が視線を感じているのは、妙子と親しくしていることに対して亡妻に疾しい想いを抱いているからだと考えているが、苦しんでいるのを見かねて精神科医を紹介する。
小坂 了稔（こさか りょうねん）
箱根山に棲む僧侶。古い馴染みの小田原の僧侶を訪ねた際に、妻の墓参りをしていた平野と出会い声を掛ける。平野から視線に悩まされていると云う話を聞いて、視線を感じるのはそれを受ける平野自身の問題だと云う見解を語る。
降旗 弘（ふるはた ひろむ）
精神科医。川島が紹介して貰った医師の弟子で、多忙な師の代理で診察した平野を強迫神経症と診断し、窃視嗜好と妻の自殺について関連を考察する。

### 鬼一口 （おにひとくち）
- 「魍魎の匣」「ルー=ガルー」のサイドストーリー（『小説現代』1997年3月号 掲載）

登場人物
鈴木 敬太郎（すずき けいたろう）
地方新聞の活字を組む植字工。幼少期から鬼に漠然とした興味を持つ。母と叔父の不貞を父に話した所為で6歳を前に両親が離婚して叔父に引き取られ、戦争を経て天涯孤独になる。戦中はビルマの戦線で爆撃を浴びて瀕死の重傷を負うが、同じく生き延びた将校から貰った肉片を喰って復員する。
薫紫亭から下宿への帰り道にある柿崎写真館での父娘喧嘩を見物する久保を見かけ、声を掛けられる。
久保 竣公（くぼ しゅんこう）
不幸の蒐集者を自称する小説家。1箇月程前から柿崎家の家族喧嘩を凝乎と見物し、自分と同じく不幸をただ観ているだけの鈴木に声をかけ、不和の原因について語り聞かせる。
宮村 香奈男（みやむら かなお）
和書専門の古書肆「薫紫亭」の主人。鈴木の将棋友達。鈴木と鬼について議論して、人喰いなどの残虐な行為や法や戒律を破るといった、やれば誰にでも出来るが「普通人には出来ないこと」を平然とするモノが鬼だと推察する。
柿崎 芳美（かきざき よしみ）
川崎の柿崎写真館の娘。15歳。今年の春先までは自慢の娘だったが、父親が死んだ実母の面影を追って自分を愛していることを敏感に察して癇癪を起こし、グレて淫売紛いのことをして補導され、日増しに素行が悪くなっている。
柿崎 国治（かきざき くにはる）
柿崎写真館の主人。小心で狡猾だが、商売は下手で暮らしは貧しい。空襲で死んだ先妻に瓜二つになっていく娘に面影を負っており、その愛し方から娘に反発される。怒鳴っているのも演技なので、ただきつく叱るだけで意見できない。
柿崎 貞（かきざき さだ）
国治の後妻。生活の苦しさから信心に救いを求め、講話を聞いては娘を諭そうとするので余計に嫌われている。また、表向きは慈愛を以て振る舞っているが、心の底では先妻に似ていく娘に嫉妬している。

### 煙々羅 （えんえんら）
- 「鉄鼠の檻」のサイドストーリー（『小説現代』1998年1月号 掲載）

登場人物
棚橋 祐介（たなはし ゆうすけ）
木彫り細工師であり、箱根消防団底倉分団に入団して13年目の古株消防手。38、9歳。6、7年ほど連れ添った妻と離婚したばかり。
10歳の時に兄嫁になるはずだった和田ハツの焼身自殺を見て以来、煙に取り憑かれ、煙がモノの本当の姿だと信じている。昭和15年の松宮家の火災が契機で消防士になり、明慧寺の火災現場にも馳せ参じて救助活動に当たった。
堀越 牧蔵（ほりごし まきぞう）
底倉分団の元消防手。70に手が届かんと云う高齢だが、気が若く妙にきっぷが良い。祖母が火事で死んだことで消防手になり、温泉村消防組時代から35年間働いて、昭和27年一杯で隠居した。妻と離婚した祐介を心配して彼の家を訪ね、煙についての話を聞かされる。
和田 ハツ（わだ ハツ）
祐介の義姉になる筈だった女性。石切り場の責任者兼営業担当をしていた祐介の兄と結婚するため京都からやって来たが、大正天皇が崩御した翌日、当時10歳の祐介の目の前で油を被って焼身自殺する。

### 倩兮女 （けらけらおんな）
- 「絡新婦の理」のサイドストーリー（『小説現代』1998年5月号 掲載）

登場人物
山本 純子（やまもと すみこ）
聖ベルナール女学院の教師。熱心な女性解放運動家でもある。基督教系の学院に奉職しているものの、完全な無神論者。教育は普く一種の洗脳でしかないので常に批判されるのが正しいと思っており、教師と生徒は一定の距離を置くべきだと考えている。教職と云う仕事は生徒や社会や己との闘争だと思っているため、娘達に弱味を見せないように一瞬たりとも気を抜かず、化粧もせず笑うことすらない。
両親は共に教育者で、家父長制の権化のような封建主義者で異常に頑迷な父と、父と闘うために添ったような異常に神経質で果敢な母の、経済的に安定していて愛情もあるが笑いのない家庭で育った。幼い頃に水商売風の囲い女と半年程親に内証で交流するが、関係を察した母が家に乗り込んだことで秘密の関係は終わり、その後彼女が本妻に罵倒されながらも笑みを浮かべている姿を目撃し、これが原因で笑い自体に深い心的外傷を持つ。
生徒の売春問題と自身の結婚に関する悩みを抱える。
神原（かんばら）
山本の同僚の老女教師。学園内では数少ない敬虔な基督教徒。山本の女性解放運動にも理解を示しているが、論調が厳しく男性の文法で綴られていることに苦言を呈し、男の振りをした女が主導権を握ったとしても首のすげ替えにしかならないと指摘する。
柴田 勇治（しばた ゆうじ）
柴田財閥の長で、聖ベルナール女学院の前理事長。莫大な財産を持ち、誠実で、裏表がなく、寛容で行動力もあり、頭も良い。山本に結婚を申し込んでおり、彼女のように聡明な女性であれば親族を説得できるだろうと考えている。

### 火間虫入道 （ひまむしにゅうどう）
- 「塗仏の宴 宴の支度」、「塗仏の宴 宴の始末」のサイドストーリー（『小説現代』1998年12月号 掲載）

登場人物
岩川 真司（いわかわ しんじ）
目黒署の刑事。天賦の才とは縁がなく、要領が良い質ではないと自覚しており、厭なことを厭だと拒否する信念も、面倒だと笑って云えるだけの度胸も才覚もない。正直に生きているつもりでも、常に自分だけが誰かに邪魔されているような不遇感を持っているが、実際は面倒臭いという思いを正当化しているにすぎない。
貿易商の父は一代でひとかたならぬ財を成すが、仕事ばかりでずっと家におらず、岩川が15歳の時に誰よりも信頼していた腹心に裏切られて会社を勝手に処分された上に金を持ち逃げされ、衝撃で廃人同様になり、狡くなれ卑怯になれと繰り言を云うだけになって死去。母からは父と比べられ、努力している途中で結果が出る前に遣る気を罔くすようなことばかり口に出して邪魔してきた。
交通課勤務が長かったが、交通課長だった上司の娘と結婚して警部補に昇格、人の手柄を奪って刑事課捜査二係の係長に栄転する。笙から事件の情報を得て手柄を上げてからは上り調子になり、少々耄けて寝た切りになった義父の介護を妻に任せ切りにして、悪所に通い情報提供者へ徹底的に便宜を図ることで、外国人窃盗団の大量検挙、大規模な阿片密売組織の摘発、企業幹部の横領背任行為の摘発などの手柄を次次と上げる。
彩賀 笙（さいが しょう）
岩川が出会った悪魔のような少年。人の心が覗けるのだと自称する。岩川は十分に幸福だが幸福の味わい方を知らないだけで、他人を蹴落とし陥れることも別にいけなくはない、厭なことをしなくて済むのも才覚のうち、幸せになる権利を十二分に行使すべきだと岩川を唆す。そして未解決の事件に関する情報を岩川へ密告して手柄を上げさせる。
河原崎 松蔵（かわらざき まつぞう）
岩川の部下。礼儀正しいが、正義や公益のような大義名分を信条にしている節があるので、それらが大嫌いな岩川からは苦手に思われている。
佐野（さの）
捜査二課が追っている取り込み詐欺の容疑者。詐欺の被害額は些少で、検挙したところで褒められるような類の事件ではないが、河原崎が鷹番町の質屋殺しとの接点を発見する。

### 襟立衣 （えりたてごろも）
- 「鉄鼠の檻」のサイドストーリー（『小説現代』1999年4月号 掲載）

登場人物
円 覚丹（まどか かくたん）
真言密教の流れを汲む仏教系新興宗派「金剛三密会」の初代教主の孫。明治18年生まれ。
奇跡を見せる祖父を生き仏と信じて幼少期から修行に励むが、祖父の死後に2代教主となった父から祖父は物乞いの大道芸人だと聞かされ、父への嫌悪感や不信感を拭い去れず15歳で教団を離れる。以来密教だけでなく法華や念仏、禅も学んだが修し切れず、大正元年に27歳で高野山金剛峯寺に身を寄せ再び真言密教を只管に学ぶ。
高野山で修行を始めて10年が過ぎた頃に牧村から父の消息を20年ぶりに教えられる。
円 覚道（まどか かくどう）
覚丹の祖父で、金剛三密会の初代教主。明治29年没。元は当山派修験道の行者で、厳しい修行の末に天眼通の神通力を身に着け、多くの信者を獲得して後、東寺に入って修行、真言宗某派の末寺の住職となり、明治元年に金剛三密会を開いて時流に逆らう神仏習合色の色濃い修験道系の教えを説いた。
実際はサンカなどと呼ばれた山の漂白民で、幕末までは市子の妻を巫女にして怪しげな加持祈禱をする拝み屋をしていた。だが、神仏分離令の発令で神仏習合が当たり前の修験道は立ち行かなくなると見越し、妻子を捨てて京に出て、明治5年に修験宗が完全に廃止を命じられる前に伝を辿って東寺に潜り込み、伝統仏教の総本山の大看板を利用して教主になった。大道芸やいかさまを駆使して信者を集め、一時は栄華を誇ったが、廃仏毀釈の煽りを受けて10年も保たずに衰微、2000人いた信者は死亡時には100人を割っていた。
牧村 托雄（まきむら たくゆう）
覚道の一番弟子。覚道の神通力がいかさまだと承知しているが、修行するだけでは己しか救うことが出来ず、大勢を救うには修行だけでなく方便も要るのだと弁えているため、大勢を救った覚道は結果的には生き仏であったと覚丹を諭し、慢心し切れない覚正では教主は務まらないと考えている。
覚正が2代教主になった後で教団を離れて、一度は修験とも密教とも決別して還俗するが、再び真言宗の僧として出家し直す。秩父の真言宗系寺院の住職となり、数年前に養子を迎えて住職の座を譲る。
円 覚正（まどか かくしょう）
覚丹の父。父の存命中は教団の幹部で、父の法要が済んだ段階で2代目教主を世襲した。信者の女との間に覚丹をもうけたが、多忙で子供に興味がなかったために覚丹と一緒に過ごした記憶はなく、何も出来ず偉くもない癖に威張っていると息子からは嫌われていた。
母は父に捨てられ貧困の揚げ句病魔に冒され失意のうちに死に、数年後に教団が出来た後で父が得た寺に呼ばれたと云う経緯から、人を騙して伸し上がる才覚だけはあった物乞いのいかさま祈禱師だと父を蔑んでいた。だが、人として扱われないような生活はもう厭だと云う理由から教団に留まり、心を読む天眼通のいんちきの仕組みの片棒を担ぎ、信者の情報を具に調べて父に報せておく役目を担当していた。
組織運営と云う見地に立つ限りは教団に欠かせない人物で、内部での地位は高かったが、教祖たる資格には欠けており、教主に必要なのは己が誰よりも偉いと念じる慢心の一語であると語ったが、己をも信じ込ませるまでには慢心し切れなかったため教主は務まらず、人心が離れて息子の退団後数年で教団は経営破綻する。

### 毛倡妓 （けじょうろう）
- 「絡新婦の理」のサイドストーリー（『小説現代』1999年6月号 掲載）

登場人物
木下 圀治（きのした くにはる）
警視庁一課一係の刑事。背は低いが強そうな外見で、庁内柔術大会で2回優勝している柔術の達人。過去に叔母の竹子に起きた出来事が原因で、平和主義者を気取る訳ではないが暴力沙汰を嫌い、厭な要素とは無関係に幽霊を怖がり、娼婦を嫌悪する。
青木 文蔵（あおき ぶんぞう）
木下の同僚。同い年と云うこともあって木下とは親しくしている。売春行為は良くないことだと理解しているものの、建前を並べるだけの警察官では事情を抱えて困窮する女達に対して「ためになる」ことは出来ないと痛感している。
木下 竹子（きのした たけこ）
木下の叔母。木下の父親の末の妹だったため、木下とは10歳程しか齢が離れておらず、姉のように慕われてよく遊んでいた。だがある時、金銭等の授受を伴う売春紛いの性的交渉を複数の男性と結んでいたことが露見して兄に激しく折檻され、それから間も無く実家の物置で自殺した。
桑原 豊子（くわはら とよこ）
上野の洋パン。18歳。北海道の炭鉱で働いていた父が死んで路頭に迷い、昭和27年春に上京して大伯父の許に家族で居候していたが、収入が途絶え5人の弟妹と母を養うために大叔父に売春を強要されていた。
青線地区で初めて街娼に立った日に運悪く一斉取り締まりが行われ、木下に逮捕されかけるがお熊の助けで逃亡した。
お熊（おくま）
青線地区の散娼を束ねるポン引き。元特殊慰安施設の世話係で、家出娘や食い詰めた田舎娘、亭主に死なれた若後家などの素人娼婦を束ねてやくざなどから守っていたため、女達からは安心して稼げると感謝されていた。赤線取締強化月間に先んじて行われた青線地区の一斉取り締まりに駆り出された木下に捕まった豊子を助けるため、身代わりになって逮捕される。
辺見 仲蔵（へんみ なかぞう）
谷中の元板金工で豊子の大叔父。68歳。辺見板金と云う工場を営んでいるが、ロイマチスで躰が利かなくなっており、実際に工場を動かしていた長男と次男は共に戦死して収入はまったくなく、しかも亭主に死なれた姪が北海道から6人の子供を連れて転がり込んで来たせいで、借金だらけで工場は潰れる寸前だった。
桑原 暢子（くわはら のぶこ）
仲蔵の姪で豊子の母。42歳。以前は北海道の炭鉱町に住んでいたが、夫の死後に6人の子供を連れて叔父を頼って上京する。内職で家計を支えようとしたが、心臓を患って寝たきりになってしまう。

### 川赤子 （かわあかご）
- 「姑獲鳥の夏」の本編冒頭部に繋がるプロローグ的サイドストーリー（講談社ノベルス版書下ろし）

登場人物
関口 巽（せきぐち たつみ）
小説家。学生時代から鬱病に悩まされており、一応治ったものの平素から情緒不安定。文芸誌に寄稿しているものの、何箇月もかけて短編小説を捻り出しているだけでは食べていけないので、カストリ雑誌に艶笑記事や猟奇記事を書く仕事もしている。
敦子から消えた産婦人科医の話を聞いて以降、両生類のような胎児の幻影に苦しめられる。
関口 雪絵（せきぐち ゆきえ）
関口の妻。情緒不安定な夫を支えている。暮らしに寂しさを感じて仔犬を飼うことを提案するが、不安定になっていた夫に「（子供が出来ないことへの）当て擦りなのか」と云われて強く拒絶されてしまう。
中禅寺 敦子（ちゅうぜんじ あつこ）
教養科学雑誌の編集記者。関口宅を訪れて豊島の産院で密室から消えた産婦人科医の話をし、関口が知っている範囲で密室を扱った探偵小説を紹介して貰う。
鳥口 守彦（とりぐち もりひこ）
カストリ雑誌の編集者。水蜜桃を手土産に関口宅を訪れ、気晴らしに記事の取材をするよう依頼する。